# Burgmuseum Pewsum
Das Burgmuseum Pewsum liegt im Zentrum des ostfriesischen Ortes Pewsum, einem Ortsteil der Gemeinde Krummhörn. Der Heimatverein Krummhörn e.V. betreut und betreibt das Museum. Es besteht seit 1954 und ist in der Manningaburg, deren Ursprünge im 15. Jahrhundert liegen, untergebracht. Das Museum ist Mitglied im Museumsverbund Ostfriesland.

## Ausstellung
Schwerpunkte der Sammlung sind die Geschichte des Burgenbaus in Ostfriesland sowie des Groningerlandes, aber auch die Kulturgeschichte der ostfrieslandtypischen Sozialfigur der Häuptlinge und Häuptlingsfamilien (und deren Kleidung, Genealogie, Politik, Porträts, Grabmale, Wappen, Totentafeln). Zu sehen sind Reste der Ornamente der ehemaligen Schlossanlage von Pewsum sowie Modelle weiterer, heute nicht mehr vorhandener Burgen, Ostfrieslands. Ein weiterer Schwerpunkt der Dauerausstellung ist die Geschichte des Kirchenbaus in Ostfriesland sowie die Religiosität. Wechselnde Ausstellungen ergänzen das Programm. Der in der benachbarten Neuen Burg geborenen Hermine Heusler-Edenhuizen ist eine Abteilung gewidmet. Sie war die erste offiziell anerkannte und niedergelassene Frauenärztin in Deutschland.

## Geschichte

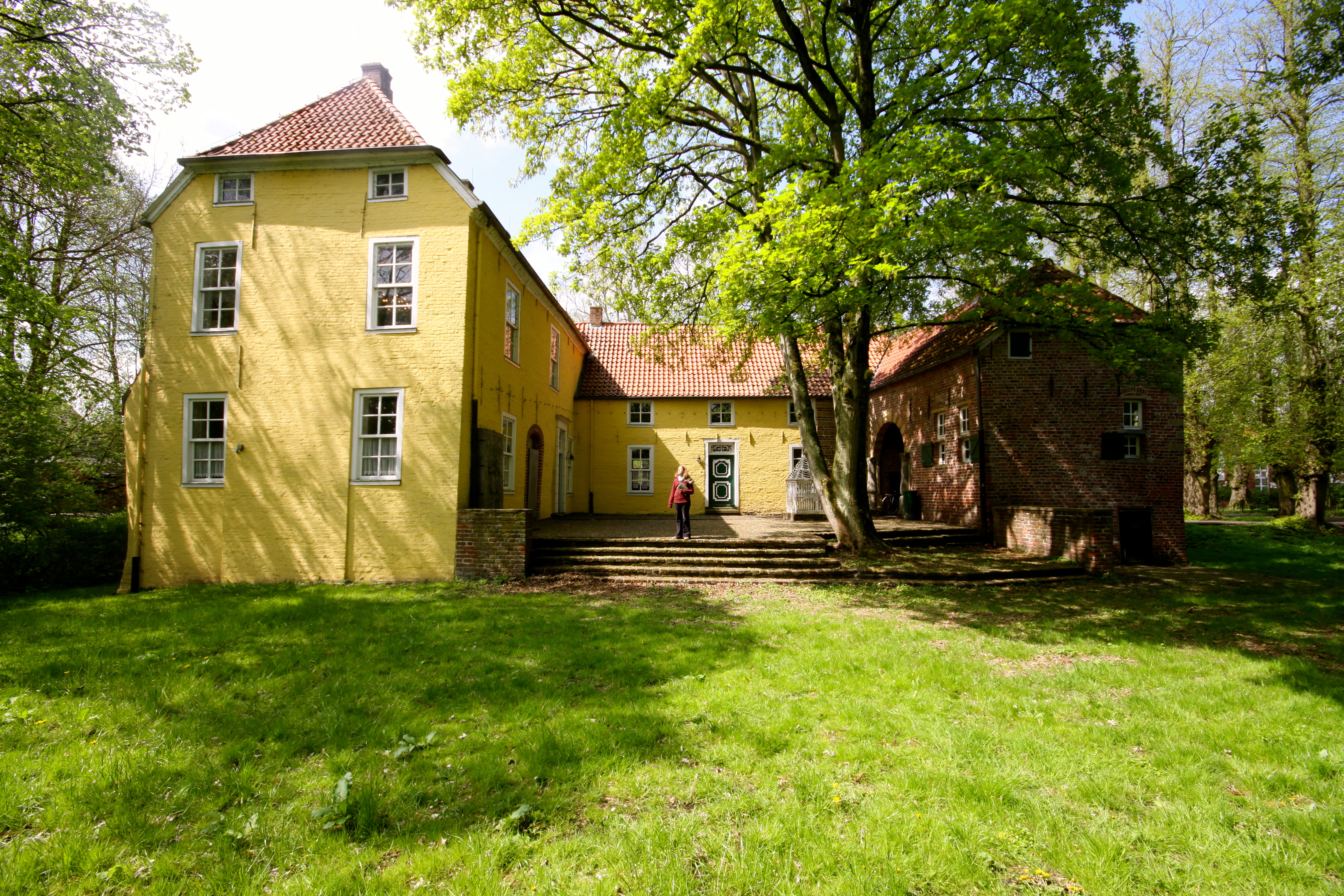
Innenhof der Manningaburg

Die Ursprünge der Manningaburg liegen im 15. Jahrhundert. In den folgenden Jahrhunderten ließen die Besitzer die Burg mehrfach ausbauen. Ab dem 17. Jahrhundert verfiel die Anlage zusehends. 1728 musste ein Großteil abgebrochen werden. Erhalten blieb lediglich die Unterburg, der Kern der Burganlage aus dem Jahr 1458.
1954 kaufte der „Heimatverein Krummhörn e. V.“ mithilfe des Kreises Norden und der Ostfriesischen Landschaft die Burg. 1980 ging die Burg in den Besitz der Gemeinde Krummhörn über. Das Museum wird weiterhin vom Heimatverein betrieben. Neben dem Museum beherbergt die Burg auch ein Standesamt.